# Christophe Cassou
Pour les articles homonymes, voir Cassou.
Christophe Cassou, né le 24 janvier 1971 à Dax, est un climatologue français, spécialisé dans les télécorrélations atmosphériques et l'un des co-auteurs du sixième rapport d'évaluation du GIEC.

## Biographie

### Enfance et études
Christophe Cassou naît à Dax le 24 janvier 1971 de parents fonctionnaires à la Sécurité sociale ; il passe son enfance à Bretagne-de-Marsan et s'intéresse déjà à la météorologie.
Jeune adulte, il s'oriente vers des études d'ingénieur en physique des matériaux, avant de bifurquer vers un DEA sur le climat, à l'âge de 24 ans, suivi d'une thèse, au terme de laquelle il obtient un doctorat (PhD) en 2001 de l'université de Toulouse.

### Carrière scientifique
Il travaille en tant que climatologue directeur de recherche au Centre national de la recherche scientifique (CNRS) — où il est entré en 2002 —, au laboratoire Climat Environnement Couplage & Incertitude du Cerfacs (Centre européen de recherche et de formation avancée en calcul scientifique) à Toulouse. Il est spécialisé dans « la compréhension de la variabilité climatique et de sa prévisibilité aux échelles de temps mensuelles à décennales »,
Il est un des auteurs principaux du sixième rapport du GIEC. Il intervient dans le groupe 1 de l'organisation, qui se consacre aux bases physiques du changement climatique.
Il obtient l'habilitation à diriger des recherches en 2018.

### Vulgarisation scientifique
Vulgarisateur des questions liées au changement climatique, il intervient dans les médias, sur Twitter (où il est confronté à l’agressivité des climatosceptiques), auprès de jeunes publics, et il est le cofondateur des Trains du climat, une exposition itinérante,,. Il témoigne par ailleurs comme expert lors d'un procès de militants écologistes ayant décroché des portraits officiels d'Emmanuel Macron.
En 2022, il intervient dans une série de trois documentaires diffusée sur Arte durant la COP 27, intitulée Un monde nouveau, écrite et racontée par Cyril Dion et réalisée par Thierry Robert,,.
Après les élections législatives de 2022, il fait partie d'un groupe de trente-six scientifiques proposant aux députés une formation sur la crise climatique. Il se dit toutefois par la suite « frappé par leur résignation. Soumis à tellement d’injonctions contradictoires, certains semblaient abandonner l’idée de bâtir des lois pour l’intérêt général ».

### Prises de position
À la suite des vœux du président Macron, en janvier 2023, qui déclare à cette occasion : « Qui aurait pu prédire la crise climatique ? », il l'interpelle sur Twitter : « Le GIEC avait prévenu depuis trente ans. Vous n'avez pas reçu leurs derniers rapports, le sixième ? ».
À l'été 2023, il aurait été victime, à l'instar d'autres collègues, de cyberharcèlement à la suite du rachat de Twitter par le milliardaire Elon Musk. Il décide finalement de suspendre son compte, estimant que le réseau social est devenu une véritable « foire, emplie d'attaques ad hominem ».
Pendant la campagne des élections législatives françaises de 2024, il appelle sans réserve à faire barrage à l'arrivée du Rassemblement national au pouvoir.
En 2025, il déclare sur France Info : « On ne s'adapte pas à un effondrement de la biodiversité, on meurt avec ».

## Travaux et recherches

### Influence de l'oscillation de Madden-Julian sur l’oscillation nord-atlantique

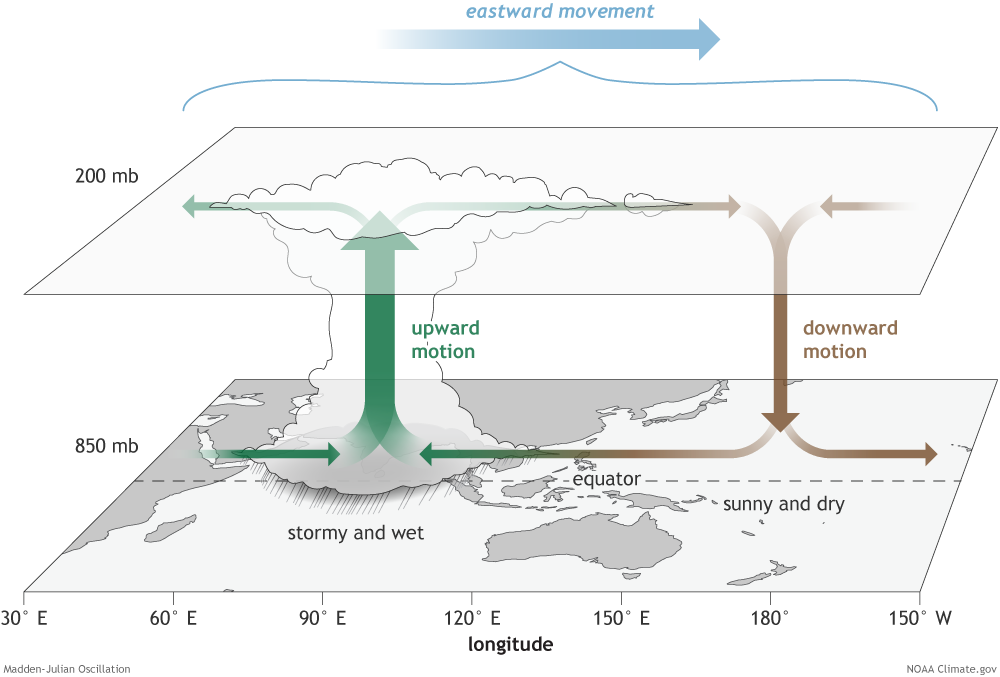
La structure de surface et de haute atmosphère de l'oscillation de Madden-Julian (MJO) pour une période où la phase convective renforcée (nuage d'orage) est centrée sur l'océan Indien et la phase convective supprimée est centrée sur le centre-ouest de l'océan Pacifique. Les flèches horizontales pointant vers la gauche représentent les écarts de vent par rapport à la moyenne qui viennent de l'est, et les flèches pointant vers la droite représentent les écarts de vent par rapport à la moyenne qui viennent de l'ouest. L’ensemble du système se déplace vers l’est au fil du temps, pour finalement faire le tour du globe et revenir à son point d’origine.

Christophe Cassou a publié en 2008 un lien statistique entre les régimes climatiques européens qui dépendent de l’oscillation nord-atlantique (ONA) et l’oscillation de Madden-Julian (OMJ). L’onde atmosphérique causant l’OMJ peut entrer en interaction avec le courant-jet polaire venant des latitudes moyennes de la Terre. Le chercheur mentionne que l’interaction qui affecterait le climat de l’Europe se produirait généralement à deux endroits : à l’est de l'océan Pacifique et à l’ouest de l'océan Atlantique. Le courant-jet servirait alors de courroie de transmission de l’OMJ vers les régimes européens de ONA.

### Rivière atmosphérique «Rhum Express»
Il démontre que l'Europe de l'Ouest est affectée par une rivière atmosphérique baptisée « Rhum Express », provenant directement des Caraïbes ou plus largement de l'Atlantique Tropical Ouest. Ce phénomène est exacerbé par le réchauffement climatique.

## Récompenses
- 2017 : corécipiendaire du Prix Outreach & communication décerné par la Société européenne de météorologie[4].

### Vulgarisation
- Christophe Cassou (ill. Louise Pianetti Voarick), Météo et climat, ce n'est pas la même chose!, Le Pommier, 2013, 60 p. (ISBN 978-2746506527).
- Hervé Le Treut, Vincent Bernard, Christophe Cassou, Iker Castège, Aurélie Chaalali, Déborah Idier, Gonéri Le Cozannet, Serge Planton et Aurélien Ribes, Les impacts du changement climatique en Aquitaine un état des lieux scientifique, Presses Universitaires de Bordeaux, coll. « À la croisée des sciences », 2013, 368 p. (ISBN 9782867818745, lire en ligne), chap. 1 (« Du climat global au climat régional »).
- Sebastiao Salgado, Tamara Dean, Aïda Muluneh, Christophe Cassou, Lucas Foglia, Yann Arthus-Bertrand, Fabrice Monteiro et Ferhat Bouda, Photoclimat, Gründ, 2021, 208 p. (EAN 9782324029660).
- Christophe Cassou et Valérie Masson-Delmotte, Parlons climat en 30 questions, La Documentation française, 2023, 102 p. (ISBN 9782111578067, résumé).
- Jean Lavigne, Plop Klankr, Frank D'Amico et Christophe Cassou, Regards croisés sur un précipice immense... dans les émotions de la Terre, Montagnes insolites, 2023, totale 129 (ISBN 978-2-9546005-2-9, EAN 9782954600529).

### Articles scientifiques
- Christophe Cassou et Juliette Mignot, « Enjeux, méthodes et fondamentaux de prévisibilité et prévision décennale », La Météorologie, vol. 2013, no 81,‎ 1er janvier 2012, p. 23–30 (ISSN 2107-0830, DOI 10.4267/2042/51099, lire en ligne, consulté le 20 août 2023).
- (en) Christophe Cassou, « Intraseasonal interaction between the Madden–Julian Oscillation and the North Atlantic Oscillation », Nature, vol. 455, no 7212,‎ septembre 2008, p. 523–527 (ISSN 1476-4687, DOI 10.1038/nature07286, lire en ligne, consulté le 20 août 2023).
- (en) Constantin Ardilouze, Damien Specq, Lauriane Batté et Christophe Cassou, « Flow dependence of wintertime subseasonal prediction skill over Europe », Weather and Climate Dynamics, vol. 2, no 4,‎ novembre 2021, p. 1033–1049 (DOI 10.5194/wcd-2-1033-2021, lire en ligne [PDF], consulté le 21 août 2023).

### GIEC
- [AR6 WGI TS] (en) Climate Change 2021, The Physical Science Basis : Technical Summary, GIEC, août 2021, 159 p. (lire en ligne [PDF]).
- [AR6 WGI FR] (en) Climate Change 2021, The Physical Science Basis : Full Report, GIEC, août 2021, 3949 p. (lire en ligne [PDF]).